# Blériot-SPAD S.56
Die Blériot-SPAD S. 56 war ein Doppeldecker-Passagierflugzeug des französischen Herstellers Blériot Aéronautique für bis zu sieben Fluggäste.

## Allgemeines
Das Flugzeug war eine Weiterentwicklung der Blériot-SPAD S.33. Ein Prototyp, als S. 56/1 bezeichnet, startete am 3. Februar 1923 zu seinem Erstflug. Motorisiert war sie mit einem Gnome-Rhoné 9Aa-Jupiter-Sternmotor mit einer Leistung von 280 kW (380 PS).
Die Maschine hatte im Vergleich zur S. 33 eine geänderte Sitzanordnung für die Passagiere und eine zweite Einstiegsluke. Beibehalten wurde aber die ungewöhnliche Anordnung des offenen Cockpits für den Piloten sowie einen Passagier hinter der Passagierkabine im Rumpf.
Ein weiteres Einzelstück war im Jahre 1925 die S. 56/2, motorisiert mit einem Gnome-Rhoné 9Ab-Jupiter-Sternmotor. Dieses Aggregat hatte eine Leistung von 294 kW (400 PS).
Im Jahre 1926 (Erstflug 14. Juni) folgte die S. 56/3, wieder motorisiert wie die S. 56/1 mit einem Gnome-Rhoné 9Aa-Jupiter-Sternmotor und einem verbesserten Fahrgestell. Von dieser Version produzierte Blériot insgesamt 8 Exemplare.
Am 25. Oktober 1926 hatte die S. 56/4 ihren Erstflug. Die gravierendste Änderung war die Anordnung des Cockpits, welches sich bei dieser Variante nun konventionell vor dem Passagierbereich befand, also im Bereich der vorderen Hälfte der oberen Tragfläche. Daher war es erforderlich, den Oberflügel leicht anzuheben und die Passagierkabine nach hinten zu verlagern. Die S. 56/4 hatte Platz für sieben Passagiere, sechs Plätze im Rumpf und ein Platz im offenen Cockpit neben dem Piloten. Außerdem hatte die S. 56/4 nun vier Bullaugen auf jeder Rumpfseite (die Vorgängermodelle ab S. 33 hatten drei je Seite). Außerdem hatten die unteren Tragflügel in dieser Variante eine leichte Pfeilung nach hinten.
Gebaut wurden von der S. 56/4 8 Exemplare, und zwei Maschinen des Typs S. 56/3 wurden auf den Standard der S. 56/4 umgebaut und umgezeichnet. Jeweils fünf Exemplare der S. 56/4 wurden von den Luftverkehrsgesellschaften Air-Union und CIDNA eingesetzt.
Die sechs Maschinen des Typs S. 56/5 aus dem Jahre 1928 waren umgebaute S. 56/3. Der Umbau erstreckte sich auf den Passagierraum, der nunmehr in zwei Abteile für vier Fluggäste im vorderen Bereich bzw. zwei im dahinter liegenden Bereich unterteilt wurde. Der hintere Bereich ließ sich problemlos zum Frachtabteil umbauen.
Im Jahre 1929 (Erstflug 6. September) entstanden noch zwei Exemplare der Variante S. 56/6. In dieser Ausführung befand sich das Flugzeugführercockpit wieder im hinteren Teil des Rumpfes, außerdem konnte die Maschine lediglich vier Passagiere im Rumpf aufnehmen. Dies lag daran, dass diese Maschinen nicht als Verkehrsflugzeuge eingesetzt wurden, sondern vom Eigentümer, der Firma Air-Publicité, hauptsächlich für den Bannerschlepp eingesetzt wurde.

## Aufbau
Die Blériot-SPAD S. 56 ist ein einstieliger Doppeldecker. Die unteren Tragflächen waren kürzer ausgeführt als die oberen, die oberen Tragflächen waren stark gepfeilt, die unteren hingegen standen im rechten Winkel zum Rumpf (in der Variante S. 56/4: leichte Pfeilung der Unterflügel nach hinten). Die Querruder befanden sich an den unteren Tragflächen. Die Maschine hatte ein zweirädriges Fahrwerk sowie einen Hecksporn.

## Technische Daten (S. 56/4)

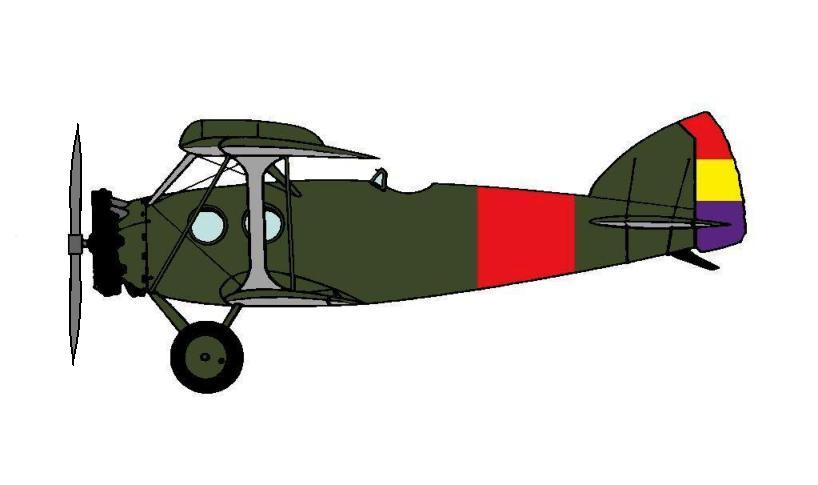
Farbige Seitenansicht

| Kenngröße             | Daten                                                       |
| --------------------- | ----------------------------------------------------------- |
| Besatzung             | 1                                                           |
| Passagiere            | 7                                                           |
| Länge                 | 9,00 m                                                      |
| Spannweite            | 13,13 m                                                     |
| Höhe                  | 4,10 m                                                      |
| Flügelfläche          | 48,6 m²                                                     |
| Leermasse             | 1453 kg                                                     |
| Startmasse            | 2712 kg                                                     |
| Höchstgeschwindigkeit | 181 km/h                                                    |
| Reichweite            | 620 km                                                      |
| Triebwerke            | ein 9-Zylinder Gnome-Rhône Jupiter 9Ady mit 313 kW (426 PS) |